# Роналдо
Роналдо Луис Назарио де Лима (порт. Ronaldo Luís Nazário de Lima; Рио де Жанеиро, 18. септембар 1976), познатији као Роналдо, бразилски је бизнисмен, власник фудбалских клубова Ваљадолид и Крузеиро и бивши фудбалер,  који се сматра једним од најбољих нападача свих времена. У Португалу је познат под надимком „Феномено“; освојио је велики број индивидуалних награда, од чега три пута награду ФИФА фудбалер године и двапут Златну лопту.
Каријеру је почео у Крузеиру, након чега је прешао у ПСВ Ајндховен 1994, а 1996. прешао је у Барселону, у рекордном трансферу за то вријеме, а исте године, са 20 година, добио је награду ФИФА фудбалер године, поставши тако најмлађи добитник награде. Године 1997, прешао је у Интер, за рекордан трансфер, поставши тако први фудбалер након Дијега Арманда Марадоне, који је оборио свјетски трансфер рекорд двапут. Са само 21 годином, добио је златну лопту, поставши тако најмлађи добитник награде. Са 23 године, постигао је преко 200 голова у каријери, за клубове и репрезентацију, али након великог броја повреда кољена, био је готово неактиван три године. Године 2002, прешао је у Реал Мадрид, са којим је освојио титулу првака Шпаније, након чега је 2007. прешао у Милан, гдје је провео двије сезоне. Године 2009, прешао је у Коринтијанс, гдје је остао до 2011, након чега је завршио каријеру.
За репрезентацију Бразила, одиграо је 98 утакмица а постигао је 62 гола и налази се на трећем мјесту вјечне листе стријелаца репрезентације, иза Пелеа и Нејмара. Са 17 година, био је најмлађи члан репрезентације Бразила која је освојила Свјетско првенство 1994, а на првенству 1998, добио је златну лопту, за најбољег играча првенства, након што је предводио Бразил до финала, а неколико сати прије финала, повриједио се, због чега је играо слабије. Освојио је првенство 2002, на којем је добио златну копачку, за најбољег стријелца. На првенству 2006, постигао је 15 гол на Свјетским првенствима, чиме је поставио нови рекорд, оборивши рекорд Герда Милера са 14 голова. Такође, двапут је освојио Копа Америку — 1997, када је проглашен за играча првенства, и 1999, када је добио награду за најбољег стријелца.
Током играчке каријере, био је један од највреднијих тржишних спортиста. Прве копачке Nike Mercurial — R9 посвећене су Роналду 1998. Нашао се на листи ФИФА 100, што је листа од 125 највећих живих фудбалера по избору Пелеа, а уврштен је у фудбалску кућу славних Бразила, кућу славних Интера и кућу славних Реал Мадрида. Године 2020, нашао се на списку најбољих 11 фудбалера свих времена, по избору часописа France Football. Након завршетка фудбалске каријере, наставио је да ради као амбасадор добре воље Уједињених нација, што је позиција на коју је постављен 2000. Био је амбасадор Свјетског првенства 2014, које је одржано у Бразилу, а у септембру 2018. постао је већински власник фудбалског клуба Ваљадолид, након што је купио 51% акција. У децембру 2021. постао је већински власник фудбалског клуба Крузеиро, у којем је почео каријеру са 16 година, након што је купио већински дио акција за 70 милиона евра.

## Дјетињство
Роналдо Луис Назарио де Лима, Рођен је 18. септембра 1976. у Рио де Жанеиру, као треће дијете Нелиа Назариа де Лима и Соние дос Сантос Барата. Има старијег брата, Нелиа Назариа млађег и сестру. Родитељи су му се разишли када је имао 11 година, а брзо након тога напустио је школу, да би се посветио фудбалској каријери. Играо је на улицама Бенто Рибеира, градској четврти Рио де Жанеира. Његова мајка је касније изјавила: „увијек сам га налазила на улици како игра лопте са друговима када је требало да буде у школи. Знала сам, изгубила сам борбу.“ Са 12 година придружио се локалном футсал клубу — Сосијал Рамос, гдје је играо у омладинској лиги; постигао је 166 голова у једној сезони, а на само једној утакмици постигао је 11 голова од укупно 12 колико је његов клуб постигао. Касније, изјавио је да ће футсал увијек бити његова прва љубав и да му је много помогао у развоју вјештина. Бивши бразилски фудбалер и тренер Сао Кристоваа — Жаирзињо, примијетио га је и довео у клуб, гдје је играо за млади тим и показао велики таленат. Са 13 година, потписао је уговор са агентима Реиналдом Питом и Александреом Мартинсом, а Пита је касније изјавио: „одмах смо видјели да би он могао да буде другачији од већине других фудбалера.“ Жаизрињо је схватио да ће бити велики таленат и препоручио га је свом бившем клубу — Крузеиру.

## Клупска каријера

### Крузеиро
"Први пут сам га видио да игра у Крузеиру. Био је још клинац. Била је то утакмица на којој је постигао пет голова. Од тог тренутка па надаље, показао је да је прави феномен.“

Бразилски фудбалер Кафу, о Роналду када је имао 17 година.
Кад је почињао професионалну каријеру, требало је да оде на пробу у Фламенго, клуб за који је тада навијао, али није имао новца за аутобуску карту и одбили су га, након чега му је Жаирзињо помогао да пређе у Крузеиро. Са 16 година, 25. маја 1993, одиграо је прву утакмицу у каријери, против Калденсеа, у првенству државе Минас Жераис. Пажњу јавности привукао је када је на утакмици против Бахие, 7. новембра 1993, постигао пет голова.
За Крузеиро, постигао је 44 гола на 47 утакмица и предводио је клуб до освајања првог трофеја у Купу Бразила 1993. и до титуле у првенству Минас Жераис 1994.

### ПСВ Ајндховен
Са само 17 година, изабран је у тим репрезентације Бразила за Свјетско првенство 1994, али није играо ниједну утакмицу. Ромарио, који је играо за ПСВ Ајндховен у периоду од 1988. до 1993, препоручио му је да пређе у клуб, а након првенства, потписао је уговор са тимом. У првој сезони у Холандији, постигао је 30 голова. Након што је постигао хет-трик против Бајер Леверкузена у Купу УЕФА 1994/95, нападач Леверкузена и освајач Свјетског првенства са репрезентацијом Њемачке — Руди Велер, изјавио је послије утакмице: „никад у животу нисам видио да осамнаестогодишњак игра на овај начин.“ Његови дриблинзи са средине терена привукли су пажњу многих, а неколико година касније, тренер Барселоне и бивши фудбалер — Луис Енрике, изјавио је: „гледао сам га на телевизији док је играо за ПСВ и мислио сам 'вау'. Онда је дошао у Барселону. Он је најневјероватнији фудбалер кога сам икад гледао. Радио је ствари које нисам видио никада раније. Сада гледамо Месија како дрибла шесторицу, али тада нисмо могли то да видимо. Роналдо је био звијер.“
Ник Милер, новинар часописа The Guardian, написао је: „Упечатљиво код Роналда те прве године у ПСВ-у је колико изгледа потпун, чак и као мршави тинејџер. Све што би га могло дефинисати — муњевити темпо, сјајни корак назад, невјероватни утисак да је бржи са лоптом него без ње, чак и изузетна снага горњег дијела тијела — било је ту.“ Новинар Роб Смит, написао је: „на толико много начина, Роналдо је био први PlayStation фудбалер. Његов корак назад био је облик хипнозе, а његов трик са потписом еластико, могао је сигурно да дође са рачунарског екрана.“ Његова друга сезона у ПСВ-у била је обиљежена повредама кољена, због чега је пропустио велики број утакмица, али је постигао 19 голова на 21 утакмици. Освојио је Куп Холандије 1996, а био је најбољи стријелац Ередивизије 1995. У клубу је провео двије сезоне и постигао је 54 гола на 58 утакмица.

### Барселона
Током времена проведеног у ПСВ-у, привукао је пажњу Интера и Барселоне, а Барселона је платила објештећење од 19,5 милиона, чиме је поставио нови свјетски рекорд, оборивши рекорд Марадоне од пет милиона. Током сезоне 1996/97, постигао је 47 голова на 49 утакмица у свим такмичењима, а голове је прослављао раширених руку, попут статуе Христа Спаситеља, која стоји изнад његовог родног града — Рио де Жанеира. Предводио је Барселону до освајања Купа побједника купова у сезони 1996/97, постигавши побједоносни гол у финалу против Париз Сен Жермена из пенала. Такође, исте сезоне, освојио је Куп краља и Суперкуп Шпаније. Сезону је завршио као најбољи стријелац Ла лиге, са постигнутих 34 гола на 37 утакмица, захваљујући чему је освојио и златну копачку, за најбољег стријелца у европским лигама. До сезоне 2008/09, када је Дијего Форлан дао 32 гола, био је последњи играч који је постигао 30 голова у једној сезони Ла лиге.
Роналдо је у Барселони био на врхунцу, а велики број од 47 голова, постигао је тако што је прво обишао голмана а затим дао гол. Његов саиграч из прве сезоне у клубу — Оскар Гарсија, изјавио је: „Тада је био сав од влакана и мишића. Био је савршен физички примјерак. Таква невјероватна снага усклађена са његовим техничким вјештинама могла је да га учини незаустављивим.“ Фудбалер Атлетико Мадрида, који је те сезоне играо против Роналда три пута, а Роналдо је постигао осам голова — Квинтон Фортун, изјавио је: „Видио сам га након краја меча и то је било најближе што сам пришао Роналду те вечери. Као дијете желио сам да будем Пеле. Купио сам све књиге, све видео записе и проучавао сам како би могло бити најбоље. Кренуо сам тим путем. Тада сам упознао Роналда. Неки играчи су били техничари, неки брзи, неки јаки, неки паметни… Роналдо је био све то. Био је звијер; било је неправедно према свима осталима.“ Жозе Мурињо, који је тада радио у Барселони као преводилац, изјавио је да је Роналдо најбољи играч кога је икад видио у животу, а 2014. означио га је као најбољег фудбалера у ери послије Марадоне.

„Физички је био савршен и изгледао је као мистично биће. Волим Месија, играо сам доста пута са Кристијаном Роналдом и дивим му се. Нејмар је невјероватан, Роналдињо је био изузетан, али ако ставите све њих заједно, можда добијете оно што је Роналдо био те сезоне.“

—Квинтон Фортун о Роналду у сезони 1996/97.
Један од његових најбољих голова у Барселони, био је против Компостеле, 11. октобра 1996. Примио је лопту на својој половини, избјегао старт противничког играча покретом назад, након чега је претрчао другог играча и упутио се према голу, гдје је дриблинзима прошао двојицу одбрамбених играча и постигао гол. Камера је тада снимила тренера Барселоне — Бобија Робсона, који је устао са клупе и ухватио се за главу, као знак да не може да вјерује шта је Роналдо урадио. Снимак гола је касније користила компанија Nike у својој реклами, у којој је глас говорио: „замисли да тражиш од Бога да будеш најбољи фудбалер на свијету и он те послуша.“ Дан након утакмице, на насловној страни шпанског часописа AS писало је: „Пеле се вратио.“ У хет-трику против Валенсије, трећи гол је постигао тако што се ослободио двојице противничких играча, а затим шутирао, након чега су навијачи Барселоне махали бијелим марамицама у знак дивљења за сјајан наступ. Због начина на који је пролазио поред противничких играча, бивши нападач Реал Мадрида —  
Хорхе Валдано, изјавио је: „он није човјек, он је крдо“. Новинар часописа Sports Illustrated — Сид Лов, написао је: „те сезоне, Роналдо је био незаустављив. Био је витак и моћан, вјешт, брз и смртоносан. Био је смијешно добар.“ На крају сезоне 1996, са само 20 година, добио је награду ФИФА фудбалер године, поставши тако најмлађи добитник награде.

### Интер

#### 1997–99: Рекордан трансфер и Златна лопта
Потписао је са Барселоном уговор на једну сезону, након чега је дошло до проблема у преговорима за продужетак уговора. Из Барселоне су мислили да су договорили дугорочни уговор, до 2006, а предсједник клуба — Жозеп Луис Нуњез, изјавио је: „наш је доживотно.“ Ипак, следећег дана, када је требало да се преговори заврше, договор је пропао, а Нуњез је изјавио: „све је готово, Роналдо иде.“ У изјави за ESPN, Роналдо је изјавио: „искуство је било сјајно и склопио сам договор да продужим уговор мјесец дана прије краја сезоне, али недељу дана касније адвокат и предсједник Барселоне сложили су се да је уговор апсурдан.“ На љето 1997, прешао је у Интер за 27 милиона, поставивши свјетски рекорд по други пут, поставши тако први фудбалер након Марадоне који је двапут оборио рекорд.
Усвојио је италијански стил фудбала и у првој сезони, постигао је 25 голова и добио је награду за фудбалера године у Серији А. Биљежио је велики број асистенција, био је први избор за извођење једанаестераца, изводио је и постизао голове из слободних удараца, а на половини сезоне 1997, освојио је награду за ФИФА фудбалера године по други пут и Златну лопту по први пут. Током периода проведеног у Интеру, постигао је неколико голова против градског ривала — Милана, у дербију дела Мадонина. Он и нападач Фјорентине — Габријел Батистута, сматрани су најбољим нападачима у Италији и њихови дуели су посматрани са великом пажњом. Код прославе голова, саиграчи су му честитали тако што би клекнули на земљу и претварали се да му гланцају патике. У финалу купа УЕФА 1998, постигао је гол против Лација тако што је претрчао одбрану и изашао један на један са голманом — Луком Маркеђанијем, кога је преварио кренувши лијево па десно, након чега је Маркеђани пао, а Роналдо постигао гол. Његов тадашњи саиграч из Интера — Јури Џоркаеф, изјавио је: „Роналдо је био феномен. Доказао је да је испред свих осталих те сезоне.“ Након Свјетског првенства 1998, гдје је проглашен за најбољег играча првенства, сматран је за најбољег нападача на свијету.“ При крају сезоне 1998/99, именован је за капитена Интера.

#### 1999–2002: Проблеми са повредама
„Повреде кољена које је задобио у Интеру, одузеле су му експлозивност која га је учинила најбољим младим фудбалером свих времена, футуристичка фузија брзине, снаге и вјештине. То не треба да омаловажи његове успјехе у другом дијелу каријере, када је постигао осам голова на само једном Свјетском првенству — 2002. и постао први Роналдо који је добио овације на Олд Трафорду, у Лиги шампиона 2003, али у сјећању су нам почетне године, које одраслим мушкарцима стављају маглу на очи.“

—Роб Смит, новинар часописа, The Guardian.
Након проведене двије сезоне у Интеру, фудбалер Милана — Паоло Малдини, означио је њега и Марадону као двојицу најбољих фудбалера против којих је икад играо, изјавивши: „Роналдо је током прве двије године у Интеру био Феномен.“ Интер је имао велике амбиције прије почетка сезоне 1999/2000, са Роналдом, Робертом Бађом и Кристијаном Вијеријем. Ипак, 21. новембра 1999, током утакмице против Лечеа, увио је кољено и морао је да напусти утакмицу. Медицински прегледи потврдили су да мора да оперише кољено. Током првог повратка на терен, 12. априла 2000, играо је само шест минута током прве утакмице финала Купа Италије против Лација, након чега му је пукло кољено. Након што је пао на земљу држећи се за кољено, пришао му је фудбалер Лација — Дијего Симеоне, да му помогне, а док је излазио са терена, аплаудирали су му навијачи оба тима. Роналдов физиотерапеут — Нилтон Петроне, изјавио је да му је кољено буквално експлодирало и назвао је то најгором фудбалском повредом коју је икад видио.“
Због повреде, пропустио је већи дио сезоне 1999/2000, цијелу сезону 2000/01. и дио сезоне 2001/02. Због тога што Роналдо није играо, Хавијер Занети је преузео капитенску траку, али је она враћена Роналду када се вратио на терен, крајем 2001. Након двије операције и процеса опоравка, играо је на Свјетском првенству 2002, гдје је помогао Бразилу да освоји пету титулу првака свијета. Крајем године, освојио је награду ФИФА фудбалер године по трећи пут, а затим је прешао у Реал Мадрид. Надимак Il Fenomeno, који је постао његов најпознатији надимак, дали су му италијански медији док је играо за Интер. Његов саиграч из Интера — Јури Џоркаеф, изјавио је: „када је он тренирао, практично смо се заустављали како би га гледали. Био је невјероватан.“ Прије повреде у новембру 1999, постигао је 42 гола на 58 утакмица у Серији А, која је оцијењена као једна од најтежих за постизање голова, са добром одбрамбеном стратегијом и најбољим одбрамбеним фудбалерима на свијету. У Интеру је провео пет година, одиграо је 99 утакмица и постигао је 59 голова. Због партија у клубу, посебно у прве двије године, прије повреде, био је један од прве четворице фудбалера који су увршћени у кућу славних Интера 2018, уз Валтера Зенгу, Хавијера Занетија и Лотара Матеуса.

### Реал Мадрид

#### 2002–2005: Златна лопта и шпанска лига
Након што је потписао за Реал Мадрид 2002, за 46 милиона евра, продаја његових дресова оборила је рекорд већ првог дана. По доласку у Реал, постао је члан тима који је касније назван Галактикоси, а чинили су га још Зинедин Зидан, Луис Фиго, Дејвид Бекам и Роберто Карлос. Због повреде, није играо до октобра 2002; дебитовао је против Алавеса и постигао је два гола, од чега први гол 61 секунду након што је ушао у игру у другом полувремену, а на крају утакмице, добио је велике овације навијача. Прву сезону завршио је са 23 постигнута гола, а са клубом, освојио је титулу првака Шпаније. Такође, освојио је Интерконтинентални куп 2002, као и Суперкуп Шпаније 2003, постигавши гол у оба финала.
У другој утакмици четвртфинала Лиге шампиона, на гостовању против Манчестер јунајтеда, постигао је хет-трик, захваљујући чему је Реал избацио Манчестер и пласирао се у полуфинале. Изашао је из игре у 80 минуту и добио је овације од стране навијача оба клуба. Касније, изјавио је да то остаје за њега веома лијеп и посебан тренутак. У првој утакмици полуфинала, постигао је гол у побједи 2:1 против Јувентуса, али, због повреде, није играо у реваншу и Реал је испао.
У првом дијелу сезоне 2003/04, Реал је био на путу да освоји три трофеја. У другом дијелу, Роналдо се повриједио, а Реал је испао у четвртфиналу Лиге шампиона од Монака, изгубио је у финалу Купа краља од Сарагосе након продужетака, док је у лиги завршио на четвртом мјесту, са десет пораза. Током друге сезоне у клубу, постигао је један од најбржих голова у историји клуба, када је постигао гол након 15 секунди на утакмици против Атлетико Мадрида, 3. децембра 2003. Три дана касније, помогао је Реалу да оствари прву побједу над Барселоном након скоро 20 година, постигавши гол у побједи од 2:1. Сезону је завршио као први стријелац лиге, са 25 голова.

#### 2005–2007: Последње двије сезоне
„Он [Роналдо] је био више талентован [него Кристијано Роналдо] и да је водио рачуна о себи, као што то Португалац ради, његова издања била би још невјероватнија.“

—Фабио Капело о проблемима Роналда са килажом у Реалу.
У последње двије сезоне у Реалу, пропустио је велики број утакмица због повреде, а након доласка Руда ван Нистелроја 2006, додатно је изгубио мјесто у тиму. Када је говорио 2017. о проблемима Роналда са тежином и недостатком форме, тадашњи тренер Реал Мадрида — Фабио Капело, изјавио је: „најтежи играч са којим сам излазио на крај био је најбољи кога сам тренирао: Роналдо, il Fenomeno. За четири и по сезоне у клубу, постигао је 104 гола, поставши тако пети страни играч у Реал Мадриду који је постигао преко 100 голова, након Алфреда ди Стефана, Ференца Пушкаша, Уга Санчеза и Ивана Заморана. Иако су повреде кољена узеле његову експлозивност прије доласка у клуб, именован је међу 11 најбољих страних играча у Реал Мадриду свих времена.
Иако је прошао врхунац 1990-их, и даље је био битан у тиму Реала, Зидан је изјавио: „без оклијевања, Роналдо је најбољи са којим или против којег сам икада играо. Радио је тако лагано са лоптом. Сваког дана кад сам тренирао са њим, гледао сам нешто другачије, нешто ново, нешто прелијепо.“ Мајкл Овен, који је дошао у Реал Мадрид 2004. рекао је да никада није добио шансу да игра са Роналдом када је био на врхунцу, изјавивши: „имао је апсолутно жестоку брзину и снагу, очаравајућу брзину стопала, био је једноставно измаглица, био је толико брз. Чак и на тренингу, показао је више него довољно да ме убиједи у то да бих волио да сам играо са њим док је био на врхунцу.“ Иако су били саиграчи само шест мјесеци, Ван Нистерлој је изјавио: „Роналдо је био најбољи природни играч са којим сам икада играо. Његова урођена способност била је изнад свега што сам икад видио.“

### Милан
На дан 18. јануара 2007, прешао је у Милан, за 8,05 милиона евра. Приликом одласка из Реала, гдје је био први стријелац тима у све четири сезоне, захвалио је свима, осим Капелу, изјавивши: „хтио бих да захвалим навијачима који су ме подржавали све вријеме и хвала свим саиграчима које сам имао овдје и свим тренерима, осим једног.“ Капело, који га је одстранио из тима због проблема са килажом, изјавио је: „желим му сву срећу у раду на томе због чега је био сјајан играч.“ На дан 25. јануара, полетио је авионом из Мадрида до Милана,а на клупском сајту је писало да је Роналдо дошао на љекарске прегледе, док је одржан састанак челника како би се завршили детаљи трансфера. Дан касније, прошао је љекарске прегледе у тренинг комплексу Миланело, а 30. јануара, завршен је трансфер. Узео је дрес са бројем 99, а дебитовао је 11. фебруара 2007, у побједи 2:1 против Ливорна, када је ушао са клупе у 60 минуту умјесто Рикарда Оливеире; створио је три шансе, од чега је Марко Амелија одбранио ударац у финишу. На наредној утакмици, против Сијене, 17. фебруара, постигао је два гола и једну асистенцију,у побједи од 4:3. У првој сезони у клубу, постигао је седам голова на 14 утакмица.
Након преласка у Милан, придружио се малом броју играча који су играли и за Интер и за Милан, као и малом броју који је дао гол за оба клуба у Дербију дела Мадонина, поред Ђузепеа Меаце, Златана Ибрахимовића, Енрика Кандијанија и Алда Чевенинија. Такође, један је од неколико играча који су играли за Реал Мадрид и Барселону, али никад није прешао директно из једног ривалског клуба у други. У другој сезони у Милану, играо је само нешто мало преко 300 минута, због проблема са килажом и повредама. Једини голови које је постигао у сезони 2007/08, поред гола против Лечеа на припремама, била су два гола у побједи 5:2 против Наполија. То је био такође први пут да су заједно играли сва тројица бразилских нападача, Кака, Алешандре Пато и Роналдо, који су формирали трио у нападу познат као Ка—Ра—По.
Упркос великом успјеху током каријере, никад није освојио Лигу шампиона као фудбалер. Године 2019, часопис FourFourTwo, назвао га је најбољим фудбалером који никад није освојио такмичење; Године 2020, Sky Sports, именовао га је као другог најбољег фудбалера који никада није освојио Куп и Лигу шампиона, након Дијега Арманда Марадоне. Роналдо је изјавио: „ живим фудбал са страшћу која ми не да мира што нисам освојио Лигу шампиона, то је трофеј који би сви вољели да освоје.“ Године 2011, Пол Вилсон из часописа The Guardian, написао је: „ "Роналдо није имао срећу у тајмингу за избор клуба. Од тада нема сумње да би у својој најбољој форми, ушао у било који клуб на свијету.“ Током сезоне 2006/07, иако је Милан освојио титулу, Роналдо је играо за Реал Мадрид у првом дијелу сезоне и није имао право наступа за Милан. Најближе што је био освајању Лиге шампиона било је 2003, када је Реал изгубио од Јувентуса у полуфиналу.
На дан 13. фебруара 2008, доживио је неколико повреда кољена на мечу против Ливорна, због којих је одведен у болницу и морао је да заврши сезону. Клуб је потврдио послије меча да је сломио чашицу на лијевом кољену, што је било трећи случај такве повреде, коју је претрпио двапут током периода у Интеру — 1999. и 2000. Његов саиграч — Кларенс Седорф, изјавио је: „срце је престало да ми куца јер је то било као да гледам повреду коју је добио играјући за Интер против Лација 2000. Његова реакција била је иста.“ Силвио Берлускони је изјавио за италијански RAI TV: „уплашио се за каријеру. Звао сам га прошле вечери и рекао му да вјерује у себе. Он има огроман физички потенцијал.“ На крају сезоне, истекао му је уговор са Миланом, који није продужен.

### Коринтијанс

#### 2009–2010: Паулиста и Куп Бразила
Тренирао је са Фламенгом док се опорављао од операције кољена, а борд директора клуба изјавио је да су му отворена врата ако хоће да се придружи тиму. Ипак, 9. децембра, потписао је једногодишњи уговор са Коринтијансом. Одлука да изабере Коринтијанс испред Фламенга изазвала је велико занимање медија, јер је Роналдо више пута изјавио да је навијач Фламенга. Спортски часопис из Рио де Жанеира — Lance!, назвао је Роналда феноменалним издајником, а поједини навијачи, палили су његове дресове у близини сједишта Фламенга. Роналдо је рекао да је играње за Коринтијанс било једина отворена опција за њега, изјавивши: „савршено разумијем. Ја сам фан Фламенга. Али тренирао сам са Фламенгом четири мјесеца и нисам добио никакву понуду. Коринтијанс је дао понуду која ће ми омогућити да наставим каријеру.“
Прву утакмицу за Коринтијанс одиграо је 4. марта 2009, против Итумбијаре, у оквиру Купа Бразила; ушао је са клупе умјесто Хорхеа Енрикеа. Први гол за клуб, постигао је 8. марта 2009, у оквиру првенства Паулиста, на утакмици против Палмеираса. Након што је постигао осам голова на девет утакмица, почели су у јавности позиви да се врати у репрезентацију Бразила; скоро 70% читалаца часописа O Globo, гласало је у анкети да би требало да се врати, а предсједник Бразила — Лула, позвао је на његово хитно враћање. Постигао је два гола у побједи од 3:1 против Сантоса, у првој утакмици финала државног првенства, док је идол Сантоса — Пеле, посматрао утакмицу са трибина. Други гол постигао је са удаљености од 30 јарди, што је изазвало транс навијача Коринтијанса. Помогао је Коринтијансу да освоји првенство Паулиста, са 10 голова на 14 утакмица.
У финалу Купа Бразила, Коринтијанс је побиједио Интернасионал 4:2 укупним резултатом у двије утакмице и освојио је Куп по трећи пут и пласирао се у Копа Либертадорес 2010. Након што је због повреде паузирао, вратио се на терен 20. септембра, на утакмици против Гоиаса, а недељу дана касније, постигао је гол против Сао Паула. Првенство Бразила завршио је са 12 голова на 20 утакмица.

#### 2011: Крај каријере
У фебруару 2010. продужио је уговор са тимом до краја 2011, најавивши да ће тада завршити каријеру. Коментаришући његов проблем са тежином, након објаве, новинар часописа The Guardian — Брајан Хомвуд, изјавио је: „Нажалост, Роналдова славна личност сада је више неријешена него његове вјештине на терену. Група Coldplay, премијер Израела Шимон Перес и глумац Хју Џекман, сви су посјетили Сао Пауло како би се сликали са дебељушкастом звијездом.“
У фебруару 2011, након што је Коринтијанс испао у Копа Либертадоресу, од колумбијског тима Депортес Толима, објавио је да завршава фудбалску каријеру, која је трајала 18 година. На конференцији за новинаре, 14. фебруара 2011, навео је болове и хипотиреозу као главне разлоге за пријевремени завршетак каријере. Открио је да има хипотиреозу, стање које успорава метаболизам и изазива добијање на тежини, током тестова које је радио у Милану 2007. Рекао је да је његово тијело коначно подлегло великом броју повреда које су нарушиле његову каријеру, изјавивши: „веома је тешко оставити нешто што ме је толико обрадовало. Ментално сам желио да наставим, али морам да признам да сам изгубио од тијела. Глава жели да иде даље, али тијело више не може да поднесе. Размишљам о некој радњи, али не могу то да учиним онако како желим. Вријеме је да одем.“

## Репрезентативна каријера
За репрезентацију Бразила дебитовао је 23. марта 1994, у пријатељској утакмици против Аргентине, у Рецифеу. Први гол за репрезентацију постигао је 4. маја 1994, у побједи 3:0 против Исланда у пријатељској утакмици. Са само 17 година, изабран је у тим за Свјетско првенство 1994, али није играо, а Бразил је освојио првенство. Изјавио је да је одушевљен тим искуством. Био је познат под надимком Роналдињо у домовини, што значи мали Роналдо на португалском, јер је његов старији саиграч из репрезентације — Роналдо Родригез де Жезуз, био познат под надимком Роналдо, а касније му је дат надимак Роналдао (велики Роналдо), како би их додатно разликовали. Још један бразилски фудбалер — Роналдо де Асис Мореира, који је дебитовао за репрезентацију 1999, добио је надимак Роналдињо Гаучо, а касније је потпуно усвојио надимак Роналдињо, док је Роналдо поново постао познат по свом имену у Бразилу.
На Олимпијским играма 1996, у Атланти, играо је са именом Роналдињо на дресу, јер је у тиму био Роналдо Гвиаро, који је наступао са именом Роналдо на дресу; Бразил је освојио бронзану медаљу. Играо је на Копа Америци 1995, гдје је Бразил завршио на другом мјесту, а затим је са репрезентацијом освојио наредна два издања Копа Америке — 1997. и 1999. Проглашен је за играча турнира 1997, а 1999. је био најбољи стријелац. Постигао је гол у финалу оба пута, против Боливије 1997. и против Уругваја 1999. Учествовао је на пријатељском турниру — Турнир де Франс 1997, који је служио као припрема за Свјетско првенство. Бразил је завршио на другом мјесту, а Роналдо је постигао један гол. На Купу Конфедерација 1997, предводио је напад Бразила заједно са Ромариом, а дуо је добио надимак Ро—Ро напад. Бразил је освојио турнир по први пут, а Роналдо је постигао четири гола, од чега је дао хет-трик против Аустралије у финалу и завршио је турнир као трећи најбољи стријелац, иза Ромарија и Владимира Шмицера. Ипак, није изабран у идеални тим, у коме су се нашла четири његова саиграча. О комбинацији Ромарија и Роналда у нападу, Вил Шарп је написао: „на усхићење свих оних који су имали довољно среће да су их гледали, нашли су се заједно, имали су судбоносну прилику да направе један од најчувенијих офанзивних парова које је игра икада видјела. Њихово партнерство је било кратко, али је било необјашњиво сјајно.“

### Свјетско првенство 1998.
„Начин на који је комбиновао моћну атлетичност са поетским додиром створеним за страшан призор. Деведесетих година, у његовој физичкој помпи, у слободном току, није било ничега попут њега. До тренутка када је наступило Свјетско првенство 1998, његова репутација се проширила до тачке потпуно формираног чуда. Догађај.“

—Ејми Лоренс, The Guardian.
Према наводима медија, на Свјетско првенство 1998, дошао је као најбољи фудбалер на свијету. Новинар часописа The Guardian написао је, "1998. године нико није био тако дивно талентован као Роналдо, чија је натприродна мјешавина снаге, темпа и вјештине учинила да постане играч какав жели да буде свако дијете на игралишту; у 21. години, наде и снови нације почивале су на његовим плећима.“
На путу до финала, постигао је четири гола и уписао три асистенције. У другој утакмици групне фазе, против Марока, постигао је гол и асистирао је Бебету, у побједи 3:0, док је у осмини финала постигао два гола, у побједи од 4:1 против Чилеа. У четвртфиналу, уписао је двије асистенције у побједи од 3:2 против Данске, док је постигао гол у ремију 1:1 против Холандије у полуфиналу, након чега је погодио први једанаестерац у побједи Бразила 4:2 на пенале. Неколико сати прије финала против Француске, добио је епилептички напад. Првобитно, искуљен је из стартне поставе, 72 минута прије почетка утакмице, а умјесто њега, стављен је Едмундо и списак је послат ФИФА делегату. Стартна постава без Роналда изазвала је запањеност у медијима широм свијета. Џон Мотсон из мреже BBC написао је: „сцена у коментаторском студију била је просто хаос.“ Ипак, мало прије почетка, након што је молећиво говорио да се осјећа добро и тражио да игра, селектор Бразила — Марио Загало, уврстио га је у тим.
Роналдо је изашао последњи из тунела од фудбалера Бразила, а током извођења химне, камера се фокусирала на њега. Стејнберг је изјавио да је Роналдо спавајући ходао у финалу, а такође се повриједио у судару са голманом Француске — Фабијаном Бартезом. Загало је изјавио да се плашио да ће Роналдо да поремети тим психолошки и да се питао током цијелог првог полувремена да ли да га изведе из игре, али се плашио реакције јавности у Бразилу ако би урадио то. На крају, Бразил је изгубио од Француске 3:0, а Роналдо је одиграо цијелу утакмицу. Касније је изјавио: „изгубили смо првенство, али ја сам освојио друго — мој живот.“
У Бразилу је покренута истрага, а тимски доктор — Лидио Толедо, изјавио је пред комисијом: „замислите да сам зауставио Роналда да игра, а Бразил изгубио. У том тренутку, морао бих да идем и живим на Сјеверном полу.“ Адријан Вилијамс, професор клиничке неурологије на Универзитету у Бирмингему, рекао је да Роналдо није играо, осјетио би посљедице напада касније и да нема шансе да је могао да буде у стању да пружи најбољу партију 24 сата од првог повратка форме, ако је то био први повратак. Упркос лошем издању у финалу, због напада који је имао неколико сати прије почетка, добио је златну лопту, за најбољег играча првенства, због партије прије финала и завршио је као трећи најбољи стријелац са Марселом Саласом и Луисом Ернандезом. Природа инцидента створила је бројна питања и оптужбе, које су трајале годинама. Новинар часописа The Guardian — Алекс Белос, изјавио је: „када је бојазан за Роналдово здравље откривена након утакмице, јединствене околности ситуације довеле су до разних теорија завјере. Ту је најбољи спортиста на свијету, који треба да учествује у најважнијој утакмици у каријери, када се одједном, неочекивано, разболио. Да ли је то био стрес, епилепсија или је био дрогиран?“ Разне теорије су окруживале компанију Nike, која је била Роналдов спонзор и репрезентацију Бразила, а неки су вјеровали да га је компанија приморала да игра. Парламентарна истрага није пронашла ниједну ширу теорију завјере, али бразилска јавност није била убијеђена.

### Свјетско првенство 2002.
„Рекао сам прије тога да је моја велика побједа да играм фудбал поново, да трчим поново и да постижем голове поново. Ова побједа, за нашу пету титулу Свјетског првенства, крунисала је мој опоравак и рад цијелог тима.“

—Роналдо о свом повратку након повреде и освајању Свјетског првенства.
Прије Свјетског првенства 2002, Роналдо је мало играо, јер је доживио прелом лигамента десног кољена у априлу 2000. и пропустио је комплетне квалификације, гдје је, у његовом одсуству, тим играо слабо и завршио је на трећем мјесту, са истим бројем бодова као и четвртопласирани Парагвај, а Ромарио и Ривалдо су, заједно са Агустином Делгадом, били најбољи стријелци, са по осам голова. Тим Викери, написао је за BBC: „без Роналда, Бразил је рушевина, срећни су што су се пласирали на турнир. Са њим, то је друга прича.“ Након опоравка од повреде, која му је угрозила каријеру, предводио је Бразил до рекордне, пете титуле првака свијета. Постигао је осам голова и добио је златну копачку као најбољи стријелац првенства. Многи су његов успјех описали као „искупљење“ за оно што се десило на претходном првенству. Након првенства, говорио је о својој опсесији да подигне трофеј који му је измакао 1998: „визуализовао сам трофеј пред очима и замишљао како мора да је сјајан осјећај подићи га у ваздух. То је био неописив осјећај, држати га у рукама и пољубити га.“ На првенству, играо је у нападу заједно са Ривалдом и Роналдињом, а названи су „три Р“; сва тројица су се нашла у идеалном тиму првенства.
Постигао је барем по гол на свакој утакмици, осим у четвртфиналу, против Енглеске. Побједоносни гол у полуфиналу против Турске, постигао је ударцем прстима, са мало подизања назад у трку, што је техника коју је научио док је играо футсал као мали; након краја утакмице, навијачи иза гола, носили су велика бијела слова која су спојили у његово име, слично холивудском знаку. Много пажње привукла је његова фризура, један дио главе био му је обријан, што је урађено као намјерно одвраћање пажње медија од његове повреде ноге. Касније је изјавио: „када сам дошао на тренинг са овом фризуром, сви су престали да говоре о повреди.“ У финалу против Њемачке у Јокохами, постигао је оба гола у побједи 2:0 и изједначио се са Пелеом као најбољи стријелац Бразила на Свјетским првенствима, са 12 голова. Након утакмице, први је пришао играчима Њемачке, да их утјеши због пораза, а затим му је честитао Пеле, на додјели медаља. Француски хирург који му је оперисао кољено — Жерар Салијен, био је на утакмици као гост репрезентације, а након меча, изјавио је: „ово даје наду свима који су повријеђени, чак иако нису спортисти, да виде да уз борбу могу да успију. Вратио се тамо гдје је био; то је изузетно задовољавајуће и веома сам дирнут.“ Добио је бројне похвале и признања за своје успјехе, укључујући награду Лауреус академије за повратак године и награду за Би-Би-Си најбољег страног спортисту, а у децембру 2002. добио је награду ФИФА фудбалер године по трећи пут, коју је посвијетио медицинском тиму који му је помогао да се опорави. У интервјуу за Fox Sports 2017, изјавио је: „најбољи тим у којем сам икада играо је бразилски 2002, осјећали смо да можемо увијек да постигнемо гол. То је био тим без сујете или индивидуа. Колектив је био битан.“

### Свјетско првенство 2006.
На дан 2. јуна 2004, постигао је хет-трик из пенала против Аргентине, у оквиру квалификација за Свјетско првенство 2006. Са постигнутих 10 голова на 15 утакмица, укључујући и гол против Венецуеле у последњем колу, којим је Бразил обезбиједио прво мјесто, био је најбољи стријелац јужноамеричких квалификација.
На првенству 2006, био је дио „чаробног квартета“ репрезентације Бразила, како су названи у медијима, а који су чинили још Адријано, Кака и Роналдињо. Бразилски ол стар тим био је промотер „прелијепе игре“ (Joga Bonito), коју је покренуо Nike прије првенства. Иако је Бразил побиједио на прве двије утакмице групне фазе, против Хрватске и Аустралије, Роналдо је оспораван због превелике тежине и спорости, али га је селектор репрезентације — Карлос Алберто Переира, задржао у стартној постави.
Са два гола против Јапана, постао је 20 фудбалер који је постизао голове на три Свјетска првенства, такође изједначивши рекорд по броју постигнутих голова на Свјетском првенству, који је држао Герд Милер, са 14 голова. У осмини финала, постигао је гол против Гане и, са 15 голова, постао је најбољи стријелац Свјетског првенства. Са трећим голом на првенству, постао је тек други играч који је постигао минимум три гола на три Свјетска првенства, након Јиргена Клинсмана. Бразил је испао у четвртфиналу, изгубивши од Француске 1:0, голом Тијерија Анрија. Роналдо је добио бронзану копачку, као један од четворице играча који су постигли по три гола, иза Мирослава Клосеа, који је постигао пет голова.
Након што је уврштен у Гинисову књигу рекорда, изјавио је: „поносан сам на своју каријеру и рекорде које сам поставио, али знам да ће једног дана бити срушени.“ Рекорд који су дијелили Роналдо и Клинсман од постигнута барем три гола на три Свјетска првенства, срушио је Клосе, који је постигао барем по четири гола на три различита првенства: 2002, 2006. и 2010. На Свјетском првенству играо је последњи пут 2006, а постигао је укупно 15 голова, у просјеку 0,79 по мечу. Његов саиграч из репрезентације — Кака, изјавио је: „Роналдо је најбољи фудбалер са којим сам икада играо. Гледао сам како Ил феномено ради ствари које нико други никада није урадио.“

### Хуманитарне утакмице и спорадична појављивања
У фебруару 2011. објављено је да ће се вратити у репрезентацију послије пет година, како би одиграо опроштајни меч, против Румуније, у Сао Паулу, 7. јуна 2011. Иако је било јако ријетко да нека репрезентација пружа својим играчима могућност да одиграју опроштајни меч у репрезентацији, званичници фудбалског савеза Бразила, изјавили су да, због велике каријере какву је имао Роналдо, једино логично је било да последњу утакмицу у каријери одигра у Бразилу, за репрезентацију.
Одиграо је 15 минута на утакмици на којој је Бразил побиједио 1:0, голом Фреда, који је прославио гол са саиграчима, у препознатљивом стилу којим је Роналдо прослављао голове. Ушао је у игру у 30 минуту и играо је у нападу заједно са Нејмаром; имао је три ударца у оквир гола, које је одбранио голман Румуније. На полувремену, одржао је опроштајни говор. Са постигнута 62 гола, репрезентативну каријеру завршио је као други најбољи стријелац, 15 голова иза Пелеа.
На дан 13. децембра 2011. Роналдо и Зидан су играли хуманитарну утакмицу са пријатељима, против бивших и садашњих играча њемачког клуба Хамбургер, у оквиру деветог издања хуманитарне акције Утакмицом против сиромаштва, коју су Роналдо и Зидан покренули 2003. У децембру 2012, поново су организовали хуманитарну акцију, у Порто Алегреу, а на утакмици су наступали свјетски прваци из репрезентација Француске и Бразила, међу којима је био и Зико, Роналдов идол из дјетињства. У јануару 2013, објављено је да ће бити један од шест амбасадора Свјетског првенства 2014, у Бразилу.
Изабран је за амбасадора добре воље Уједињених нација (UNDP), програма покренутог 2000, јер је био један од најпопуларнијих спортиста, а улогу је прихватио, видјевши је као обавезу да помогне разним догађајима широм свијета. На дан 4. марта 2014, играо је поново хуманитарни меч Утакмицом против сиромаштва, у Берну, представљајући једанаесторку организације UNDP, против Зидановог тима. Утакмица је одиграна како би се прикупила помоћ за опоравак Филипина, након тајфуна Хаијан. Године 2015, хуманитарна утакмица одиграна је у Сент Етјену, Роналдо је у нападу играо са Дидијеом Дрогбом и постигао је хет-трик; новац је скупљан за помоћ афричким земљама које су биле погођене епидемијом еболе.
На Свјетском првенству 2014, Клосе је постигао два гола, од чега један у побједи против Бразила 7:1 и са 16 голова, оборио је Роналдов рекорд. Прије првенства, Роналдо је изјавио да се молио да Клосе не сруши његов рекорд, али је рекао да ће му честитати ако то уради. На дан 14. јуна 2018. учествовао је у церемонији отварања Свјетског првенства 2018, на стадиону Лужњики, у Москви. На отварању, прошетао је са дјететом које је носило мајицу са натписом Русија 2018, а на крају церемоније, представио је званичну лопту првенства — Адидас Телстар 18, која је била послата у свемир у марту, са посадом Међународне свемирске станице, а враћена је на Земљу у јуну.

## Стил игре и заоставштина
„Роналдо је радио ствари које нико није видио прије. Он је, заједно са Џорџом Веом и Ромариом поново измислио позицију централног нападача. Они су били први да изађу из шеснаестерца како би узели лопту на средини, отишли на бокове, а затим су привлачили и дезорјентисали одбрамбене играче са трчањем, својим убрзањем, својим дриблинзима.“

—бивши фудбалер Француске — Тијери Анри.
Роналдо је означен од стране многих као најбољи и најкомплетнији нападач свих времена. Назван Il (или O) Fenomeno (феномен), био ја прави голгетер и, упркос томе што је био индивидуални нападач, био је у стању да често уписује асистенције саиграчима, због визије, паса и способности да пролази играче. Био је изузетно снажан, брз и добар техничар, са сјајним покретима и био је сталожен финишер. Веома цијењен због његових техничких способности, био је способан да користи обје ноге, иако је природно био дешњак, а сматран је за једног од најбољих дриблера. Заједно са саиграчем из репрезентације — Ромариом и либеријским нападачем — Џорџом Веом, сматра се зачетницима новог бренда нападача у деведесетима, који узимају лопту ван шеснаестерца, а онда крећу на гол. Често позициониран близу средине терена, када дође у посјед лопте, одмах би кренуо према голу, а Роб Смит је написао: „играо је као да сваки напад има рок од 10 секунди. Експлодирао би не бринући за одбрамбене играче.“ Често је пролазио више играча када је дриблао при пуној брзини, а онда се истицао у ситуацијама један на један, због добре контроле лопте, убрзања, окретности, равнотеже и окретног рада ногу у најбољим годинама.

„Никад нисам видио да је играч способан да тако прецизно контролише лопту са тако великом брзином. Гледајући га било је као да гледам лик у видео игри.“

Бивши француски фудбалер — Марсел Десаи, о Роналдовој комбинацији брзине и контроле лопте.
Његов тренер у Барселони — Боби Робсон, изјавио је: „Роналдо је могао да крене са пола терена и цијели стадион би се запалио. Био је најбржа ствар коју сам икад видио да трчи са лоптом. Да је успио да избјегне повреде, имао је шансу да постане најбољи фудбалер икада.“ У ситуацијама један на један, користио је бројне потезе и трикове, као што су еластико и корак назад. Новинар часописа Sports Illustrated — Сид Лов, написао је: „када је био један на један са голманом, знали сте, једноставно сте знали да ће погодити. Био је тако природан, тако хладан, тако потпуно под контролом. Спустио би раме, направио корак назад и банг.“

„Постоје два Роналда: онај који се вратио послије дуге повреде 2002. био је сјајан голгетер, али верзија из деведесетих је био сјајан свуда. На свом врхунцу у ПСВ-у, Барселони и Интеру, био је сигурно најопаснији нападач кога је свијет икада видио.“

—Роб Смит, новинар часописа The Guardian.
Његов саиграч из Барселоне — Оскар Гарсија, изјавио је: „нисам видио никад да неко игра фудбал са таквом техничком способношћу, креативношћу и прецизношћу са невјероватном брзином. Што се истицало свима нама од тренутка кад смо упознали Ронија, је да може да уради ствари које су осталим играчима биле веома тешке, а њему су биле лагане. Али је могао да уради те исте ствари док је трчао, у невјероватним, експлозивним темпом“. Са комбинацијом брзине, вјештине и завршетка, Роналдињо га је назвао најкомплетнијим нападачем икада, а Златан Ибрахимовић је изјавио: „као фудбалер, био је комплетан. Неће бити никада, по мом мишљењу, бољег играча од њега“. Аргентинац, Лионел Меси, изјавио је: „Роналдо је био најбољи нападач кога сам икада видио. Био је толико брз да је могао да погоди из било које ситуације и могао је да шутне лопту боље од било кога кога сам икада видио“. Имао је велики утицај на генерацију нападача након њега, од Карима Бенземе до Серхија Агвера, а тада нападач Манчестер јунајтеда — Ромелу Лукаку, изјавио је да је Роналдо промијенио димензију нападача, који је могао да дрибла као крилни нападач и да трчи као спринтер. Ибрахимовић је додао: „нико није утицао на фудбал и на играче који долазе као Роналдо.“
„Роналдо, као што су многи који су га гледали признали, промијенио је оно што се сматрало централним нападачем. Сваки пут када видите нападача од кога се очекује да задржи лопту, побиједи играче, буде бољи у скоку, шутира из даљине, дубоко избацује, ради све што нападач може да ради, било би вриједно запамтити га. Он је помјерио границе, изазвао конвенцију, исто као што су Меси и Кристијано Роналдо промијенили нашу перцепцију тога шта крилни нападач може да буде. Роналдо, оригинални Роналдо, инспирисао је фалангу имитатора, играча које гледамо на екранима сваког викенда. Али је такође окренуо игру тако да увијек изгледа само мало налик њему. Више од свега, учинио је тај број 9 својим.“— Рори Смит, за ESPN, о томе како је Роналдо промијенио игру за нападаче, у марту 2016.
Емилио Бутрагењо је изјавио: „Роналдо је стварао прилике за гол гдје не постоје. Већини нападача требају везни играчи и њихови саиграчи, али њему не.“ Кака је изјавио: „по мени, најбољи играчи су они који су у стању да размисле о игри и да је изврше најбрже и то на најбољи могући начин, а Роналдо је био најбољи у томе. Брзина мисли коју је имао и брзина са којом је спроводио своје акције, биле су перфектне.“ Роналдо је такође био јак и моћан играч који је могао да заштити лопту од противника, а бивши италијански фудбалер — Алесандро Неста, који је играо против њега док је био на врхунцу, у финалу Купа УЕФА 1998, на утакмици која је окарактерисана као утакмица „најбољег нападача против најбољег одбрамбеног играча Серије А“, изјавио је: „то је било најгоре искуство у мојој каријери. Роналдо је најтежи нападач против којег сам икад играо. Било је немогуће зауставити га.“ Упитан ко му је био најтежи противник у каријери, добитник златне лопте 2006. — Фабио Канаваро, изјавио је: „немам дилеме, Роналдо, феномен. За моју генерацију, он је био оно што су Дијего Марадона и Пеле били за претходну. Био је незаустављив. На првој провјери прошао би вас, други пут би вас изгорио, трећи пут вас је понизио. Изгледао је ванземаљски.“ Својим брзим реакцијама и ишчекивањем, често је побјеђивао дефанзивце до лопте, а као финишер, био је ефикасан главом, као и било којом ногом, а био је способан да постигне гол и унутар и изван казненог простора. Такође, био је добар извођач пенала и слободних удараца.
Поређујући његове природне способности са Роџером Федерером, Пол Макдоналд са сајта Goal, написао је: „уживање је гледати нешто за шта знамо да је изузетно тешко извршити са прилично лакоћом. Роналдо у најбољим годинама могао је то да учини боље од свих који су икада играли игру.“ Показујући напор у својој игри, ослањање на његову супериорну урођену способност, наводи се као разлог тога што на тренинзима често није био на тако високом нивоу, као његови саиграчи, док се такође наводи проблем са кољеном као узрок; његов саиграч из репрезентације Бразила — Емерсон, изјавио је: „Роналдо је сматрао да не треба да ради толико напорно као ми, да за два дана може да уради оно за шта би нама осталима требало десет дана. И обично је био у праву.“ О његовом раном таленту, таленту захваљујући коме је постао најмлађи добитник награде ФИФА фудбалер године, са 20 година и златне лопте, са 21 годином, Роб Смит, из часописа The Guardian, написао је 2016: „Роналдо је лагано најбољи у претходних 30 година, могуће икада. Други Роналдо и Меси су били брилијантни тинејџери, али нису имали ништа од истог утицаја у тим годинама. Једино Пеле, Дијего Марадона и Џорџ Бест могу стварно да се упореде.“ Упитан ко је најбољи фудбалер за његовог живота, Жозе Мурињо је изјавио: „Роналдо, Ел Феномено. Кристијано Роналдо и Лео Меси имају дуже каријере. Остали су на врхунцу сваког дана 15 година. Ипак, ако говоримо искључиво о таленту и вјештинама, нико не може да надмаши Роналда.“ Године 2020, нашао се у идеалном тиму најбољих 11 свих времена, по избору часописа France Football, у којем су још, између осталих, Кристијано Роналдо, Меси, Пеле и Марадона.
На свом физичком врхунцу, током 1990-их, тешко је погођен повредама кољена које је претрпио од краја 1999. године и накнадним добитком на килажи током неактивности, што је ограничавало његову брзину, кондицију и покретљивост. Судећи по његовом физиотерапеуту — Нилтону Петронеу, био је рањив на повреде због здравственог стања у комбинацији са његовим експлозивним трчањем. „Роналдо је имао проблем назван трохлеарна дисплазија. Због тога је веза између кољена и бутне кости мало нестабилна. Не постоји директна операција за то, тако да чаура у кољену, у недостатку боље ријечи, „плеше“ на бутној кости. Роналдове повреде нису биле зато што је његово тијело било слабо, већ због експлозивног капацитета. Није само брзо трчао по правој линији, већ је мијењао смјер невјероватном брзином. Роналдо се врло брзо кретао слијева удесно… тако да, било је очигледно, по начину на који је играо, да су повреде увијек биле могућност.“ Написавши да није био никад више исти након повреде кољена 2000. и додајући: „његов темпо и пука сурова сила смањили су се у поређењу са Феноменом из деведесетих“, часопис FourFourTwo, означио га је као најбољег играча Свјетског првенства 2002, додајући да је и даље био изнад осталих на првенству.

## Власништво у клубовима

### Већинско власништво у Ваљадолиду
У септембру 2018. постао је већински власник фудбалског клуба Ваљадолид, након што је купио 51% дионица за 30 милиона евра. На представљању као новог власника клуба, изјавио је: „Прошао сам многе фазе на тренингу у фудбалу да бих се припремио за ово. Фудбал је све око страсти. Желимо да изградимо најбољи тим који се може такмичити, а истовремено дајемо информације о нашем руководству са транспарентношћу.“

### Власништво у Крузеиру
У децембру 2021, купио је већински дио акција у Крузеиру, клубу у којем је почео каријеру, за 70 милиона евра, након чега је изјавио да жели да се одужи клубу и врати га гдје заслужује да буде.

## Ван фудбала

### Приватни живот
Током 1997, упознао је бразилску глумицу и модела — Сузану Вернер, на снимању бразилске серије Malhação, када су глумили заједно у три епизоде. Иако се никад нису вјенчали, били су у вези и живјели су заједно у Милану, до почетка 1999.
У априлу 1999, оженио се са бразилском фудбалерком — Милен Домингеш, која је у то доба већ била трудна, а њихов први син — Роналд, рођен је 6. априла 2000. У браку су остали четири године, а 2005. вјерио се са бразилским моделом — Данијелом Чисарели, која је остала трудна, али је претрпјела побачај. У вези су били три мјесеца, након чега су се вјенчали у луксузној церемонији у дворцу Шато де Шантили, а церемонија је коштала 896,000 евра.
У анкети коју је спровео Nike, изабран је за најпознатијег спортисту на свијету и за трећу најпознатију особу на свијету уопштено. Упркос великој слави, штитио је своју приватност од свих, укључујући и саиграче, изјавивши у интервјуу за часопис The Daily Telegraph: „сваки играч има свој приватни живот и нико не мисли о нечијем туђем приватном животу или говори о томе.“ До 2003, течно је говорио португалски, шпански и италијански, а добро је разумио енглески.“
Године 2005, у интервјуу за часопис Folha de S.Paulo, открио је да се, помало неочекивано, расно идентификовао као бијелац, генеришући шири разговор о сложеној улози раса у Бразилу. Његов отац, Нелио Назарио, изјавио је: „он зна веома добро да је црн. Заправо, у то вријеме сам мислио да је то нека филозофија, нешто у том смислу. Јер зна да је црнац.“ Према студији коју је водио генетичар Серхио Пена са бразилског Института за географију и статистику, већина Бразилаца често има погрешно мишљење о својим коријенима; он је изјавио: „мајчинско поријекло бразилског бијелца било је трећина Африканца, трећина Американаца и трећина Европљанина. Појединац који себе сматра бијелим може бити геномски више Африканац од појединца који себе сматра смеђим или црним.“
У априлу 2008, био је умијешан у скандал у који су биле укључене три трансвестит проститутке, које је упознао у ноћном клубу у Рио де Жанеиру. Роналдо је тврдио да им је, након што је открио да су легално мушкарци, понудио 600 долара да оду. Један од тројице покушао је да уцијени Роналда, док су друга двојица признала да су наводи лажни. Његова вјеридба са Маријом Беатрис Антони одмах је прекинута, али је успостављена убрзо након тога. Беатрис Антони је родила њихову прву кћерку, Марију Софију, у Рио де Жанеиру, 24. децембра 2008. У априлу 2009, породица се преселила у нови пентхаус у Сао Паулу. На дан 6. априла 2010, Марија Беатрис је родила њихову другу кћерку, којој су дали име Марија Алис, а рођена је тачно 10 година након Роналда, Роналдовог првог сина.

„У свлачионици, сједио сам између Малдинија и Роналда, који ме је питао хоћу ли да будем дио његовог клана, показујући ми копију Плејбоја или хоћу да будем у Какином клану, који је имао неколико црквених ствари у свлачионици.“

—Алешандре Пато о сусрету са Роналдом када је дошао у Милан 2007.
У децембру 2010, преселио се са породицом у нову палату у Сао Пауло. Такође у децембру, радио је тест очинства, који је показао да је отац дјечаку по имену Александар, који је рођен у априлу 2005, након кратке везе коју је имао са конобарицом Мишел Умезу, коју је први пут упознао у Токију 2002. Након потврде о четвртом дјетету, 6. децембра 2010. објавио је да је урадио вазектомију, сматрајући да је довољно да има четворо дјеце.
Године 2011, у интервјуу за BBC, Стив Макманаман, његов бивши саиграч из Реал Мадрида, причао је о Роналдовој личности: „Могао је да уђе у ресторан, а ја бих могао да уђем с њим, а ви нисте тамо само са блиским пријатељима. Позива све. Били бисте за њим за столом, а судија би сједио насупрот и разговарао с политичаром, а неко са улице би га прислушкивао. Дакле, он је једноставно имао ту невјероватну ауру, гдје су сви жељели да му се придруже. Понекад би с њим сједјело 20 до 30 људи за вријеме оброка. Био је дивна особа. Сви би то прихватили, без обзира у којем клубу је играо.“
Сувласник је аутомобилског тима А1 тим Бразил, заједно са бившим возачем формуле 1 — Емерсоном Фитипалдијем. Такође, сувласник је спортске маркетиншке компаније 9INE, а његов пријатељ, такмичар у мјешовитим борилачким вјештинама — Андерсон Силва, је један од његових клијената. Као велики фан покера, у априлу 2013, постао је члан групе за онлајн покер — PokerStars SportStar, а 2014, играо је покер у добротворне сврхе против Рафаела надала. На дан 11. децембра 2014, постао је мањински власник америчког фудбалског клуба Форт Лаудердејл страјкерса, који се угасио 2016. Године 2015, отворио је осам нових огранака његове омладинске школе фудбала — академије Роналдо, у Кини, Сједињеним Државама и Бразилу, а планирао је да их отвори 100 широм свијета до 2020. Године 2017, његов син, Роналд, ушао је у састав јуниорске репрезентације Бразила за Макабијске игре 2017. Игре су познате као „Јеврејске Олимпијске игре“; Роналдо није Јевреј, али неке државе имају лакша правила , а Роналд игра за јеврејски клуб.

### Медији
Појавио се у 18 сезони цртане серије Симпсонови, у епизоди 17 — Марџ гејмер, која је премијерно приказана у априлу 2007. Симон Кренар, новинар часописа The Times, уврстио је његов наступ као један од 33 најсмјешнија камеа у историји серије. Камео наступ имао је у сваком дијелу филмске трилогије Гол: Гол! (2005), Гол II: Живјети сан (2007) и Гол III: Узимајући свијет (2009). Такође, нашао се у споту за званичну пјесму Свјетског првенства 2014. — "We Are One (Ole Ola)", коју изводе Питбула и Џенифер Лопез.
Појавио се у великом броју реклама за различите производе и фирме, од чоколадица сникерс до произвођача гума — Пирелија. Његове уобичајене прославе голова, са обје испружене руке, на почетку каријере, биле су основа за рекламу Пирелија 1998, гдје је замијенио фигуру Исуса Христа са статуе Христос Спаситељ, која се налази изнад његовог родног града — Рио де Жанеира, док је био у дресу Интера. То је било контроверзно за католичку цркву, а Бразилци су били љути због статуе у италијанским бојама. Године 2017, додат је као један од легенди у ултимативном тиму FIFA 18, једном од серијала видео игре FIFA. Добио је рејтинг 95, као и Пеле, Марадона, Лав Јашин и Тијери Анри. Такође, појавио се на омоту игре ултимативног издања.

### Спонзорство са компанијом Nike
“Роналдо је данас најглобалнији од свих спортиста.”

—Хоакин Хидалго, директор јединице компаније Nike, за маркетинг у Бразилу, 1998.
Роналдов главни спонзор је компанија спортске одјеће и обуће Nike, још од првог дијела каријере. Године 1996, потписао је десетогодишњи уговор са компанијом и доживотни уговор за снимање реклама, вриједан преко 180 милиона долара. Блиско је повезан са моделом Nike Mercurial R9, који је дизајниран за њега, за првенство 1998. Како би прославили 15 година од дизајнирања, креирали су модел Mercurial Vapor IX, инспирисан дизајном 1998, а Фил Макартни из компаније, изјавио је: „Роналдов утицај на игру прије 15 година, био је неизмјеран и на уласку у 2014. желимо да прославимо те патике и самог човјека. Мислили смо да би модерна конструкција његових патика 1998, било сјајно обиљежавање тог тренутка.“
Године 2018, његове патике, R9 Mercurial, инспирисале су компанију да направи модел Mercurial Superfly VI boots, посвећен Килијану Мбапеу. Бронзана статуа Роналда, откривена је 2000, а налази се поред Роналдовог поља, у сједишту компаније.
Појавио се у великом броју реклама за Nike. Почео је 1996, са рекламом названом „Бог против ђавола“, у гладијаторској игри у амфитеатру. Појавио се заједно са бројним другим фудбалерима, као што су: Паоло Малдини, Ерик Кантона, Луис Фиго, Патрик Клајверт и Хорхе Кампос. Они бране „прелијепу игру“, против тима демонских ратника, уништавајући их тако тако што су побиједили на утакмици. Године 1998, Учествовао је у реклами на аеродрому, са бројним другим фудбалерима репрезентације Бразила, укључујући Ромарија и Роберта Карлоса. Прије Свјетског првенства 2002, у Јужној Кореји и Јапану, учествовао је у реклами под називом „Тајни турнир“, гдје су учествовали још Франческо Тоти, Роналдињо и Хидетоши Наката, а бивши фудбалер — Ерик Кантона, био је судија на турниру. Прије Свјетског првенства 2014, био је ментор у акцији „Ризикуј све“, реклами са бројним другим фудбалерима, као што су Вејн Руни, Кристијано Роналдо и Давид Луиз.

## Статистика каријере

### Клубови
| Сезона            | Клуб              | Лига              | Лига  | Лига | Регионална лига | Регионална лига | Куп   | Куп  | Континент. | Континент. | Остало | Остало | Укупно | Укупно |
| Сезона            | Клуб              | Лига              | Утак. | Гол. | Утак.           | Гол.            | Утак. | Гол. | Утак.      | Гол.       | Утак.  | Гол.   | Утак.  | Гол.   |
| ----------------- | ----------------- | ----------------- | ----- | ---- | --------------- | --------------- | ----- | ---- | ---------- | ---------- | ------ | ------ | ------ | ------ |
| 1993              | Крузеиро          | Серија А Бразила  | 14    | 12   | 2               | 0               | –     | –    | 4          | 8          | 1      | 0      | 21     | 20     |
| 1994              | Крузеиро          | Серија А Бразила  | –     | –    | 18              | 22              | –     | –    | 8          | 2          | –      | –      | 26     | 24     |
| 1994–95           | ПСВ               | Ередивизија       | 33    | 30   | –               | –               | 1     | 2    | 2          | 3          | –      | –      | 36     | 35     |
| 1995–96           | ПСВ               | Ередивизија       | 13    | 12   | –               | –               | 3     | 1    | 5          | 6          | –      | –      | 21     | 19     |
| 1996–97           | Барселона         | Ла Лига           | 37    | 34   | –               | –               | 4     | 6    | 7          | 5          | 1      | 2      | 49     | 47     |
| 1997–98           | Интер             | Серија А          | 32    | 25   | –               | –               | 4     | 3    | 11         | 6          | –      | –      | 47     | 34     |
| 1998–99           | Интер             | Серија А          | 19    | 14   | –               | –               | 2     | 0    | 6          | 1          | 1      | 0      | 28     | 15     |
| 1999–00           | Интер             | Серија А          | 7     | 3    | –               | –               | 1     | 0    | –          | –          | –      | –      | 8      | 3      |
| 2000–01           | Интер             | Серија А          | -     | -    | -               | -               | -     | -    | -          | -          | -      | -      | -      | -      |
| 2001–02           | Интер             | Серија А          | 10    | 7    | –               | –               | 1     | 0    | 5          | 0          | –      | –      | 16     | 7      |
| 2002–03           | Реал Мадрид       | Ла Лига           | 31    | 23   | –               | –               | 1     | 0    | 11         | 6          | 1      | 1      | 44     | 30     |
| 2003–04           | Реал Мадрид       | Ла Лига           | 32    | 24   | –               | –               | 5     | 2    | 9          | 4          | 2      | 1      | 48     | 31     |
| 2004–05           | Реал Мадрид       | Ла Лига           | 34    | 21   | –               | –               | 1     | 0    | 10         | 3          | –      | –      | 45     | 24     |
| 2005–06           | Реал Мадрид       | Ла Лига           | 23    | 14   | –               | –               | 2     | 1    | 2          | 0          | –      | –      | 27     | 15     |
| 2006–07           | Реал Мадрид       | Ла Лига           | 7     | 1    | –               | –               | 2     | 1    | 4          | 2          | –      | –      | 13     | 4      |
| 2006–07           | Милан             | Серија А          | 14    | 7    | –               | –               | –     | –    | –          | –          | –      | –      | 14     | 7      |
| 2007–08           | Милан             | Серија А          | 6     | 2    | –               | –               | –     | –    | –          | –          | –      | –      | 6      | 2      |
| 2009              | Коринтијанс       | Серија А Бразила  | 20    | 12   | 10              | 8               | 8     | 3    | –          | –          | –      | –      | 38     | 23     |
| 2010              | Коринтијанс       | Серија А Бразила  | 11    | 6    | 9               | 3               | –     | –    | 7          | 3          | –      | –      | 27     | 12     |
| 2011              | Коринтијанс       | Серија А Бразила  | –     | –    | 2               | 0               | –     | –    | 2          | 0          | –      | –      | 4      | 0      |
| Укупно у каријери | Укупно у каријери | Укупно у каријери | 343   | 247  | 41              | 33              | 35    | 19   | 93         | 49         | 6      | 4      | 518    | 352    |

- Остало - Рекопа судамерикана, Суперкуп Шпаније, Интерконтинентални куп, УЕФА куп плеј-оф (у оквиру Купа Италије)

### Репрезентација
| Репрезентација | Година | Наступи | Голови |
| -------------- | ------ | ------- | ------ |
| Бразил         |        |         |        |
| 1994.          | 4      | 1       |        |
| 1995.          | 6      | 3       |        |
| 1996.          | 4      | 5       |        |
| 1997.          | 20     | 15      |        |
| 1998.          | 10     | 5       |        |
| 1999.          | 10     | 7       |        |
| 2000.          | -      | -       |        |
| 2001.          | -      | -       |        |
| 2002.          | 12     | 11      |        |
| 2003.          | 8      | 3       |        |
| 2004.          | 11     | 6       |        |
| 2005.          | 5      | 1       |        |
| 2006.          | 7      | 5       |        |
| 2007.          | -      | -       |        |
| 2008.          | -      | -       |        |
| 2009.          | -      | -       |        |
| 2010.          | -      | -       |        |
| 2011.          | 1      | 0       |        |
| Укупно         | Укупно | 98      | 62     |

### Голови за репрезентацију
| ‡ | Гол из пенала |

| Број | Наступ | Датум              | Стадион                                                 | Противник           | Гол за | Коначан резултат | Такмичење                                 | Реф.    |
| ---- | ------ | ------------------ | ------------------------------------------------------- | ------------------- | ------ | ---------------- | ----------------------------------------- | ------- |
| 1    | 2      | 4. мај 1994.       | Стадион Ресакада, Флоријанополис, Бразил                | Исланд              | 1:0    | 3:0              | Пријатељска                               | [ 274 ] |
| 2    | 8      | 11. јун 1995.      | Вембли, Лондон, Енглеска                                | Енглеска            | 2:1    | 3:1              | Пријатељска                               | [ 275 ] |
| 3    | 10     | 11. октобар 1995.  | Стадион Питучу, Салвадор, Бразил                        | Уругвај             | 1:0    | 2:0              | Пријатељска                               | [ 276 ] |
| 4    | 10     | 11. октобар 1995.  | Стадион Питучу, Салвадор, Бразил                        | Уругвај             | 2:0    | 2:0              | Пријатељска                               | [ 276 ] |
| 5    | 11     | 28. август 1996.   | Централни стадион Динамо, Москва, Русија                | Русија              | 2:2‡   | 2:2              | Пријатељска                               | [ 277 ] |
| 6    | 13     | 16. октобар 1996.  | Албертао, Тересина, Бразил                              | Литванија           | 1:0    | 3:1              | Пријатељска                               | [ 278 ] |
| 7    | 13     | 16. октобар 1996.  | Албертао, Тересина, Бразил                              | Литванија           | 2:1    | 3:1              | Пријатељска                               | [ 278 ] |
| 8    | 13     | 16. октобар 1996.  | Албертао, Тересина, Бразил                              | Литванија           | 3:1    | 3:1              | Пријатељска                               | [ 278 ] |
| 9    | 14     | 18. децембар 1996. | Вивалдао, Манаус, Бразил                                | Босна и Херцеговина | 1:0    | 1:0              | Пријатељска                               | [ 279 ] |
| 10   | 15     | 26. фебруар 1997.  | Стадион Сера Дурада, Гојанија, Бразил                   | Пољска              | 3:0    | 4:2              | Пријатељска                               | [ 280 ] |
| 11   | 15     | 26. фебруар 1997.  | Стадион Сера Дурада, Гојанија, Бразил                   | Пољска              | 4:0    | 4:2              | Пријатељска                               | [ 280 ] |
| 12   | 16     | 2. април 1997.     | Национални стадион Мане Гаринча, Бразилија, Бразил      | Чиле                | 1:0    | 4:0              | Пријатељска                               | [ 281 ] |
| 13   | 16     | 2. април 1997.     | Национални стадион Мане Гаринча, Бразилија, Бразил      | Чиле                | 3:0    | 4:0              | Пријатељска                               | [ 281 ] |
| 14   | 20     | 8. јун 1997.       | Жерлан, Лион, Француска                                 | Италија             | 2:3    | 3:3              | Пријатељска                               | [ 282 ] |
| 15   | 22     | 13. јун 1997.      | Рамон Тахуичи Агвилера, Санта Круз, Боливија            | Костарика           | 3:0    | 5:0              | Копа Америка 1997.                        | [ 283 ] |
| 16   | 22     | 13. јун 1997.      | Рамон Тахуичи Агвилера, Санта Круз, Боливија            | Костарика           | 4:0    | 5:0              | Копа Америка 1997.                        | [ 283 ] |
| 17   | 25     | 22. јун 1997.      | Рамон Тахуичи Агвилера, Санта Круз, Боливија            | Парагвај            | 1:0    | 2:0              | Копа Америка 1997.                        | [ 284 ] |
| 18   | 25     | 22. јун 1997.      | Рамон Тахуичи Агвилера, Санта Круз, Боливија            | Парагвај            | 2:0    | 2:0              | Копа Америка 1997.                        | [ 284 ] |
| 19   | 27     | 29. јун 1997.      | Ернандо Силес, Ла Паз, Боливија                         | Боливија            | 2:1    | 3:1              | Копа Америка 1997.                        | [ 285 ] |
| 20   | 28     | 10. август 1997.   | Олимпијски стадион, Сеул, Јужна Кореја                  | Јужна Кореја        | 1:1‡   | 2:1              | Пријатељска                               | [ 286 ] |
| 21   | 33     | 19. децембар 1997. | Међународни стадион краљ Фахд, Ријад, Саудијска Арабија | Чешка               | 2:0    | 2:0              | Куп Конфедерација 1997.                   | [ 287 ] |
| 22   | 34     | 21. децембар 1997. | Међународни стадион краљ Фахд, Ријад, Саудијска Арабија | Аустралија          | 1:0    | 6:0              | Куп Конфедерација 1997.                   | [ 288 ] |
| 23   | 34     | 21. децембар 1997. | Међународни стадион краљ Фахд, Ријад, Саудијска Арабија | Аустралија          | 2:0    | 6:0              | Куп Конфедерација 1997.                   | [ 288 ] |
| 24   | 34     | 21. децембар 1997. | Међународни стадион краљ Фахд, Ријад, Саудијска Арабија | Аустралија          | 5:0    | 6:0              | Куп Конфедерација 1997.                   | [ 288 ] |
| 25   | 35     | 25. март 1998.     | Мерцедес-Бенц арена, Штутгарт, Њемачка                  | Њемачка             | 2:1    | 2:1              | Пријатељска                               | [ 289 ] |
| 26   | 39     | 16. јун 1998.      | Божир, Нант, Француска                                  | Мароко              | 1:0    | 3:0              | Свјетско првенство 1998.                  | [ 290 ] |
| 27   | 41     | 27. јун 1998.      | Парк принчева, Париз, Француска                         | Чиле                | 3:0‡   | 4:1              | Свјетско првенство 1998.                  | [ 291 ] |
| 28   | 41     | 27. јун 1998.      | Парк принчева, Париз, Француска                         | Чиле                | 4:1    | 4:1              | Свјетско првенство 1998.                  | [ 291 ] |
| 29   | 43     | 7. јул 1998.       | Велодром, Марсеј, Француска                             | Холандија           | 1:0    | 1:1 4:2 (п)      | Свјетско првенство 1998.                  | [ 292 ] |
| 30   | 45     | 26. јун 1999.      | Арена да Баишада, Куритиба, Бразил                      | Летонија            | 3:0    | 3:0              | Пријатељска                               | [ 293 ] |
| 31   | 46     | 30. јун 1999.      | Стадион Антонио Аранда, Сијудад дел Есте, Парагвај      | Венецуела           | 1:0    | 7:0              | Копа Америка 1999.                        | [ 294 ] |
| 32   | 46     | 30. јун 1999.      | Стадион Антонио Аранда, Сијудад дел Есте, Парагвај      | Венецуела           | 4:0    | 7:0              | Копа Америка 1999.                        | [ 294 ] |
| 33   | 48     | 6. јул 1999.       | Стадион Антонио Аранда, Сијудад дел Есте, Парагвај      | Чиле                | 1:0‡   | 1:0              | Копа Америка 1999.                        | [ 295 ] |
| 34   | 49     | 11. јул 1999.      | Стадион Антонио Аранда, Сијудад дел Есте, Парагвај      | Аргентина           | 2:1    | 2:1              | Копа Америка 1999.                        | [ 296 ] |
| 35   | 51     | 18. јул 1999.      | Дефенсорес дел Чако, Асунсион, Парагвај                 | Уругвај             | 3:0    | 3:0              | Копа Америка 1999.                        | [ 297 ] |
| 36   | 53     | 7. септембар 1999. | Беира Рио, Порто Алегре, Бразил                         | Аргентина           | 4:1    | 4:2              | Пријатељска                               | [ 298 ] |
| 37   | 57     | 25. мај 2002.      | Национални стадион Букит Џалил, Куала Лумпур, Малезија  | Малезија            | 1:0    | 4:0              | Пријатељска                               | [ 299 ] |
| 38   | 58     | 3. јун 2002.       | Улсан Муслу, Улсан, Јужна Кореја                        | Турска              | 1:1    | 2:1              | Свјетско првенство 2002.                  | [ 300 ] |
| 39   | 59     | 8. јун 2002.       | Чеџу, Сеогвипо, Јужна Кореја                            | Кина                | 4:0    | 4:0              | Свјетско првенство 2002.                  | [ 301 ] |
| 40   | 60     | 13. јун 2002.      | Стадион Сувон, Сувон, Јужна Кореја                      | Костарика           | 1:0    | 5:2              | Свјетско првенство 2002.                  | [ 302 ] |
| 41   | 60     | 13. јун 2002.      | Стадион Сувон, Сувон, Јужна Кореја                      | Костарика           | 2:0    | 5:2              | Свјетско првенство 2002.                  | [ 302 ] |
| 42   | 61     | 17. јун 2002.      | Мисаки Парк, Кобе, Јапан                                | Белгија             | 2:0    | 2:0              | Свјетско првенство 2002.                  | [ 303 ] |
| 43   | 63     | 26. јун 2002.      | Стадион Саитама, Саитама, Јапан                         | Турска              | 1:0    | 1:0              | Свјетско првенство 2002.                  | [ 304 ] |
| 44   | 64     | 30. јун 2002.      | Интернационални стадион, Јокохама, Јапан                | Њемачка             | 1:0    | 2:0              | Финале Свјетског првенства 2002.          | [ 305 ] |
| 45   | 64     | 30. јун 2002.      | Интернационални стадион, Јокохама, Јапан                | Њемачка             | 2:0    | 2:0              | Финале Свјетског првенства 2002.          | [ 305 ] |
| 46   | 66     | 20. новембар 2002. | Стадион за Свјетско првенство, Сеул, Јужна Кореја       | Јужна Кореја        | 1:1    | 3:2              | Пријатељска                               | [ 306 ] |
| 47   | 66     | 20. новембар 2002. | Стадион за Свјетско првенство, Сеул, Јужна Кореја       | Јужна Кореја        | 2:2    | 3:2              | Пријатељска                               | [ 306 ] |
| 48   | 70     | 7. септембар 2003. | Метрополитано Роберто Мелендез, Баранквиља, Колумбија   | Колумбија           | 1:0    | 2:1              | Квалификације за Свјетско првенство 2006. | [ 307 ] |
| 49   | 74     | 18. новембар 2003. | Пинеирао, Куритиба, Бразил                              | Уругвај             | 2:1    | 3:3              | Квалификације за Свјетско првенство 2006. | [ 308 ] |
| 50   | 74     | 18. новембар 2003. | Пинеирао, Куритиба, Бразил                              | Уругвај             | 3:3    | 3:3              | Квалификације за Свјетско првенство 2006. | [ 308 ] |
| 51   | 78     | 2. јун 2004.       | Минеирао, Бело Оризонте, Бразил                         | Аргентина           | 1:0‡   | 3:1              | Квалификације за Свјетско првенство 2006. | [ 309 ] |
| 52   | 78     | 2. јун 2004.       | Минеирао, Бело Оризонте, Бразил                         | Аргентина           | 2:0‡   | 3:1              | Квалификације за Свјетско првенство 2006. | [ 309 ] |
| 53   | 78     | 2. јун 2004.       | Минеирао, Бело Оризонте, Бразил                         | Аргентина           | 3:1‡   | 3:1              | Квалификације за Свјетско првенство 2006. | [ 309 ] |
| 54   | 81     | 5. септембар 2004. | Стадион Морумби, Сао Пауло, Бразил                      | Боливија            | 1:0    | 3:1              | Квалификације за Свјетско првенство 2006. | [ 310 ] |
| 55   | 83     | 9. октобар 2004.   | Хосе Паченчо Ромеро, Маракаибо, Венецуела               | Венецуела           | 3:0    | 5:2              | Квалификације за Свјетско првенство 2006. | [ 311 ] |
| 56   | 83     | 9. октобар 2004.   | Хосе Паченчо Ромеро, Маракаибо, Венецуела               | Венецуела           | 4:0    | 5:2              | Квалификације за Свјетско првенство 2006. | [ 311 ] |
| 57   | 90     | 12. октобар 2005.  | Олимпијски стадион, Пара, Бразил                        | Венецуела           | 2:0    | 3:0              | Квалификације за Свјетско првенство 2006. | [ 312 ] |
| 58   | 91     | 1. март 2006.      | РЗД арена, Москва, Русија                               | Русија              | 1:0    | 1:1              | Пријатељска                               | [ 313 ] |
| 59   | 92     | 4. јун 2006.       | Стад де Женева, Женева, Швајцарска                      | Нови Зеланд         | 1:0    | 4:0              | Пријатељска                               | [ 314 ] |
| 60   | 95     | 22. јун 2006.      | Вестфален, Дортмунд, Њемачка                            | Јапан               | 1:1    | 4:1              | Свјетско првенство 2006.                  | [ 315 ] |
| 61   | 95     | 22. јун 2006.      | Вестфален, Дортмунд, Њемачка                            | Јапан               | 4:1    | 4:1              | Свјетско првенство 2006.                  | [ 315 ] |
| 62   | 96     | 27. јун 2006.      | Вестфален, Дортмунд, Њемачка                            | Гана                | 1:0    | 3:0              | Свјетско првенство 2006.                  | [ 316 ] |

## Успјеси

### Клупски
Крузеиро
- Првенство Минеиро (1) : 1994.
- Куп Бразила (1) : 1993.

ПСВ Ајндховен
- Куп Холандије (1) : 1995/96.

Барселона
- Куп Шпаније (1) : 1996/97.
- Суперкуп Шпаније (1) : 1996.
- Куп победника купова (1) : 1996/97.

Интер
- Куп УЕФА (1) : 1997/98.

Реал Мадрид
- Првенство Шпаније (1) : 2002/03.
- Суперкуп Шпаније (1) : 2003.
- Суперкуп Европе (1) : 2002.
- Интерконтинентални куп (1) : 2002.

Коринтијанс
- Првенство Паулиста (1) : 2009.
- Куп Бразила (1) : 2009.

### Репрезентација
Бразил
- Свјетско првенство (2): 1994, 2002; друго мјесто: 1998
- Копа Америка (2): 1997, 1999; друго мјесто: 1995
- Куп Конфедерација (1): 1997
- Олимпијске игре бронзана медаља: 1996

### Индивидуално
- Најбољи стријелац Суперкупа Либертадорес: 1993/94[317]
- Тим године Суперкупа Либертадорес: 1993/94[317]
- Најбољи стријелац првенства Минеиро: 1993/94[317]
- Тим године првенства Минеиро: 1994[317]
- Најбољи стријелац Ередивизие: 1994/95[24]
- ФИФА фудбалер године:1996, 1997, 2002[62][318]
- Ибероамерички фудбалер године у Ла лиги: 1996/97, 2002/03[319]
- Најбољи стријелац Шпанске лиге: 1996/97, 2003/04[30]
- Златна копачка: 1996/97[320]
- Фудбалер године часописа World Soccer (3): 1996, 1997, 2002[321]
- Најбољи страни фудбалер Шпанске лиге, награда Дон балон: 1996–97[322]
- Најкориснији играч финала Копа Америке: 1997[317]
- Најкориснији играч Копа Америке: 1997[127]
- Бронзана копачка на Купу Конфедерација: 1997[323]
- Идеални тим Купа Конфедерација: 1997
- Најкориснији играч финала Купа побједника купова: 1997
- Идеални тим Копа Америке: 1997, 1999[317]
- IFFHS Најбољи свјетски стријелац године: 1997[324]
- Награда браво: 1997, 1998[325]
- Онц д‘Ор: 1997, 2002[326]
- Златна лопта: 1997, 2002[327]
- ESM тим године: 1996/97, 1997/98[328]
- ФИФА најбољих 11: 1997, 1998[329]
- Фудбалер године Серије А: 1998[37]
- Страни фудбалер године Серије А: 1998[330]
- Најкориснији играч финала Купа УЕФА: 1998[331]
- УЕФА фудбалер године: 1997/98[332]
- УЕФА најбољи нападач: 1997/98[332]
- Златна лопта на Свјетском првенству: 1998[333]
- Идеални тим Свјетског првенства: 1998, 2002[154]
- Најбољи асистент на Свјетском првенству: 1998[334]
- Играч године Интера: 1998[335]
- Златна копачка на Свјетском првенству: 2002[336]
- Сребрна лопта на Свјетском првенству: 2002[336]
- Најкориснији играч финала Свјетског првенства: 2002[337]
- Најкориснији играч Интерконтиненталног купа: 2002[338]
- УЕФА тим године: 2002[339]
- Би-Би-Си прекоокеанска спортска личност године: 2002[340]
- Лауреус свјетски повратак године: 2003[161]
- Најбољи фудбалер по избору часописа ESPY: 2003[341]
- ФИФА 100 (2004)[342]
- Бронзана копачка на Свјетском првенству: 2006[343]
- Бразилска фудбалска кућа славних: 2006[344]
- Златно стопало: 2006[345]
- Идеалних 11 свих времена часописа France Football: 2007[317]
- Топ 100 најбољих фудбалера свих времена: 2007. #2[346]
- Тим деценије часописа Sports Illustrated: 2009[347]
- Кућа славних Реал Мадрида[348]
- Најбољи спортиста по избору часописа Marca: 2011[349]
- Топ 50 јужноамеричких фудбалера свих времена часописа L'Équipe: #5[350]
- Кућа славних италијанског фудбала: 2015[351]
- IFFHS легенде[352]
- Кућа славних Интера: 2018[353]
- Награда за каријеру часописа Globe Soccer: 2018[354]
- Тим снова часописа France football: 2020[355]